# Campeonato Mundial de Ciclismo en Ruta de 1986

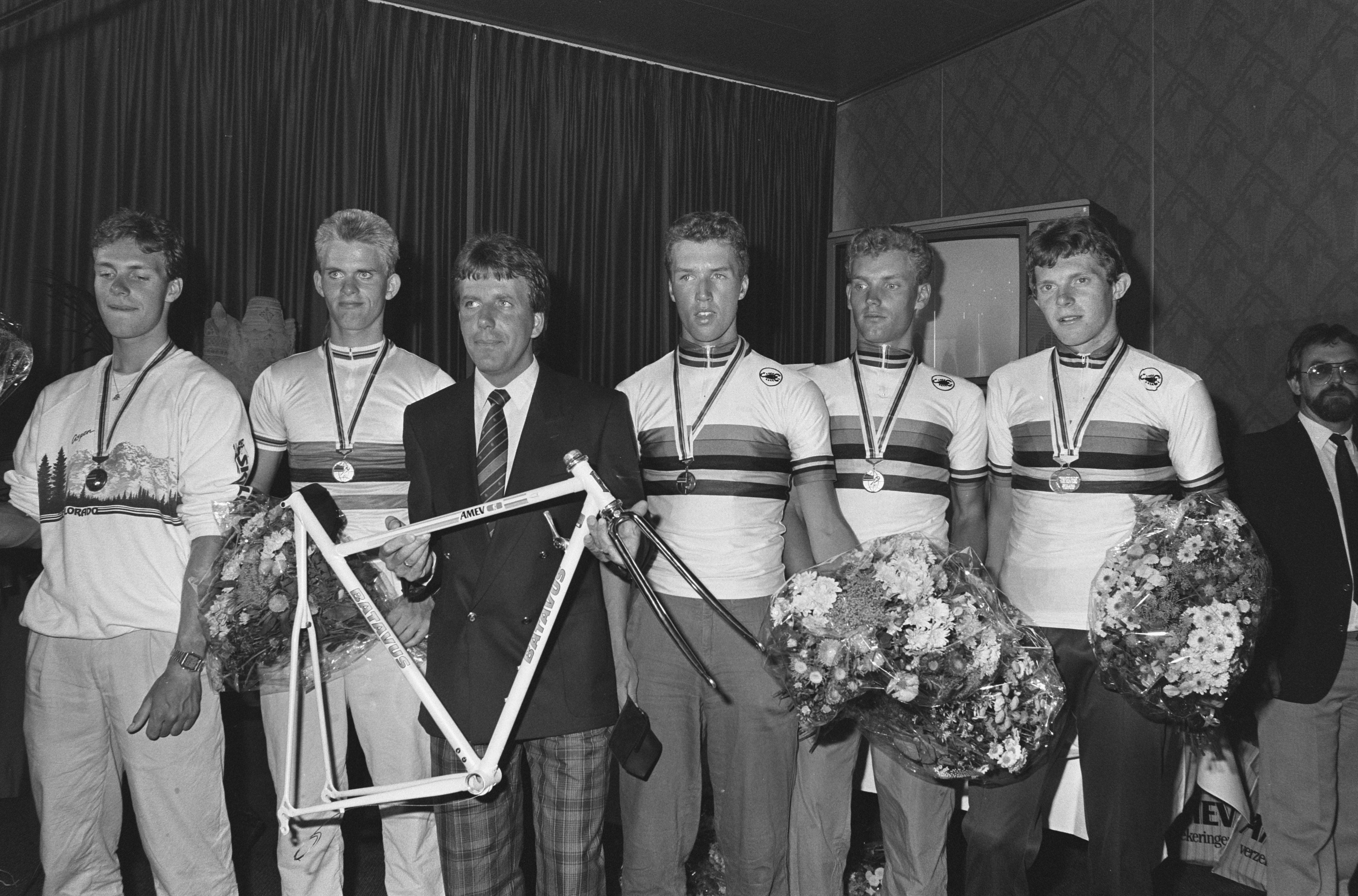
El equipo neerlandés el 9 de septiembre de 1986.

Los Campeonatos del mundo de ciclismo en ruta de 1986 se celebró en la ciudad estadounidense de Colorado Springs del 4 al 7 de septiembre de 1986. 

## Resultados
| Evento                     | Oro                                                                      | Oro        | Plata                                                                   | Plata    | Bronce                                                                    | Bronce   |
| -------------------------- | ------------------------------------------------------------------------ | ---------- | ----------------------------------------------------------------------- | -------- | ------------------------------------------------------------------------- | -------- |
| Pruebas masculinas         |                                                                          |            |                                                                         |          |                                                                           |          |
| Hombres - carrera en línea | Moreno Argentin · Italia                                                 | 6.32'38"   | Charly Mottet Francia                                                   | + 1"     | Giuseppe Saronni · Italia                                                 | + 9"     |
| Contrerreloj por equipos   | Países Bajos · Tom Cordes · Gerrit de Vries · John Talen · Rob Harmeling | 2h 00' 10" | Italia · Eros Poli · Massimo Podenzana · Mario Scirea · Flavio Vanzella | + 1' 38" | República Democrática Alemana Uwe Ampler Uwe Raab Mario Kummer Dan Radtke | + 2' 37" |
| Amateur - carrera en línea | Uwe Ampler República Democrática Alemana                                 | 4.14'48"   | John Talen · Países Bajos                                               | -        | Arjan Jagt · Países Bajos                                                 | -        |
| Pruebas femeninas          |                                                                          |            |                                                                         |          |                                                                           |          |
| Mujeres - carrera en línea | Jeannie Longo Francia                                                    | 1.38'56"   | Janelle Parks Estados Unidos                                            | -        | Alla Jakovleva Unión Soviética                                            | -        |